# 니아 압달라
니아 니콜 압달라(영어: Nia Nicole Abdallah, 1984년 1월 24일 ~ )는 2004년 올림픽에서 은메달을 획득한 미국의 전 태권도 선수이다.